# Martin Nolan
Martin Nolan (Dublín, Irlanda, 1933 - Ballyboden, Irlanda, 10 de noviembre de 2018) fue un fraile y sacerdote irlandés, Prior General de la Orden de San Agustín (O.S.A.) entre 1983 y 1989.

## Biografía
Martin Nolan nació en Dublín, Irlanda en 1933. 
Profesó en la Orden de San Agustín en 1952. Estudió en la Pontificia Universidad Gregoriana de Roma. Fue ordenado sacerdote en 1958. Era Doctor en Teología por la Universidad de Friburgo, con especialización en ética médica y social. Fue profesor de Teología Moral en varios centros de estudios superiores. 
Prior Provincial de la Provincia de Irlanda (1973-1981); Prior de la comunidad de San Patricio, de Roma (1981-83). En el Capítulo de 1983 fue elegido Prior General de la Orden de San Agustín entre 1983 y 1989. Al finalizar su Generalato enseñó Teología Moral en Roma e Irlanda dirigió diversos programas de renovación. Al momento de su fallecimiento, el 10 de noviembre de 2018, pertenecía a la comunidad agustina de Ballyboden, Condado de Dublín Sur, Los funerales se celebrarán en John's Lane Church el martes 13 de noviembre de 2018.